# Calypso (компания)
Calypso (Calypso Technology, Inc.) — международный поставщик одноимённой системы для торговли ценными бумагами
и управления рисками для крупных банков и финансовых корпораций, работающих на мировых рынках капитала.
Calypso была основана в 1997 со штабом в Сан-Франциско, США. В настоящее время имеет офисы в 14 городах: Сан-Франциско, Лондон, Париж, Нью-Йорк, Франкфурт, Токио, Гонконг, Сидней, Сингапур, Мумбаи, Копенгаген, Йоханесбург, Брайтон и Москва.
Система написана целиком на Java, имеет ряд технологических партнеров, таких как DataSynapse, Business Intelligence (Visokio), caching (Tangasol) and Java Computer appliances (Azul Systems).
Calypso комплексно предоставляет функции фронт-офиса, мидл-офиса и бэк-офиса для управления разными классами активов,
таких как конверсионные операции, инструменты с фиксированной доходностью, процентные деривативы, кредитные деривативы и другие производные инструменты. Причем,
модуль кредитных деривативов является лидирующим на рынке в этой отрасли.
Основными конкурентами являются вендоры Murex SAS, SunGard и Misys.